# Rai Movie
Rai Movie est une chaîne de télévision italienne lancée sur le réseau satellite le 1er juillet 1999, et qui diffuse également sur le réseau numérique terrestre. Elle fait partie du groupe italien Rai.
Lancé le 1er juillet 1999 sous le nom de RaiSat Cinema, la chaîne diffuse essentiellement des films italiens ainsi que des interviews et making-of.
À partir de 2003, elle est le partenaire de la Mostra de Venise et depuis 2007 du Festival international du film de Rome.

## Identité visuelle

Logo de Rai Sat Cinema de 1999 à 2003
Logo de Rai Sat Cinema World de 2003 à 2006
Logo de Rai Movie de 2010 à 2017
Logo de Rai Movie depuis 2017